# Rhinerrhizopsis matutina
Rhinerrhizopsis matutina är en orkidéart som beskrevs av David Lloyd Jones och Mark Alwin Clements. Rhinerrhizopsis matutina ingår i släktet Rhinerrhizopsis och familjen orkidéer.
Artens utbredningsområde är Queensland. Inga underarter finns listade i Catalogue of Life.